# Cleomenes hefferni
Cleomenes hefferni là một loài bọ cánh cứng trong họ Cerambycidae.